# Jutta Kirst
Jutta Krautwurst-Kirst, nemška atletinja, * 10. november 1954, Dresden, Vzhodna Nemčija.
Nastopila je na poletnih olimpijskih igrah leta 1980, kjer je osvojila bronasto medaljo v skoku v višino. 